# UFC 106
UFC 106: Ortiz vs. Griffin 2（ユーエフシー・ワンオーシックス：オーティス・ヴァーサス・グリフィン・ツー）は、アメリカ合衆国の総合格闘技団体「UFC」の大会の一つ。2009年11月21日、ネバダ州ラスベガスのマンダレイ・ベイ・イベント・センターで開催された。
メインイベントではティト・オーティズとフォレスト・グリフィンのUFC 59以来3年半振りとなるライトヘビー級での再戦が行われた。

## 大会概要
メインイベントではグリフィンがティトを判定2-1で破り、リベンジを果たす形となった。当初はティト vs. マーク・コールマンの対戦が予定されていたものの、コールマンの膝の負傷によりグリフィンが出場した。
キャリア9戦全勝のジェイコブ・ヴォルクマンがUFCデビュー。
大会では当初、メインイベントとしてブロック・レスナーとシェイン・カーウィンによるヘビー級タイトルマッチが予定されていたが、レスナーの疾病によって中止された。
また、カロ・パリジャン vs. ダスティン・ヘイズレットの試合も予定されていたが、パリジャンの欠場により試合が消滅した。試合の消滅は試合前日に発表された。
本大会ではPPVとは別に、第1、3、4、5試合の計4試合がSpikeによって無料放送された。

## 試合結果

### プレリミナリィカード
第1試合 ライト級 5分3R
○  ジョージ・ソテロポロス vs.  ジェイソン・デント ×
2R 4:36 腕ひしぎ十字固め
第2試合 ライト級 5分3R
△  宇野薫 vs.  ファブリシオ・カモエス △
3R終了 判定1-0（29-27、28-28、28-28）
第3試合 ウェルター級 5分3R
○  ブライアン・フォスター vs.  ブロック・ラーソン ×
2R 3:25 TKO（ギブアップ：パウンド）

### Spike中継カード
第4試合 ミドル級 5分3R
○  ケンドール・グローブ vs.  ジェイク・ロショルト ×
1R 3:59 三角絞め
第5試合 ウェルター級 5分3R
○  ベン・ソーンダース vs.  マーカス・デイヴィス ×
1R 3:24 KO（膝蹴り）

### メインカード
第6試合 ウェルター級 5分3R
○  アミール・サダロー vs.  フィル・バローニ ×
3R終了 判定3-0（30-27、30-27、29-28）
第7試合 ライトヘビー級 5分3R
○  アントニオ・ホジェリオ・ノゲイラ vs.  ルイス・カーニ ×
1R 1:58 TKO（レフェリーストップ：左フック→パウンド）
第8試合 ウェルター級 5分3R
○  パウロ・チアゴ vs.  ジェイコブ・ヴォルクマン ×
3R終了 判定3-0（29-28、30-27、30-27）
第9試合 ウェルター級 5分3R
○  ジョシュ・コスチェック vs.  アンソニー・ジョンソン ×
2R 4:47 チョークスリーパー
第10試合 ライトヘビー級 5分3R
○  フォレスト・グリフィン vs.  ティト・オーティズ ×
3R終了 判定2-1（28-29、30-27、29-28）

### 各賞
ファイト・オブ・ザ・ナイト： ジョシュ・コスチェック vs. アンソニー・ジョンソン
ノックアウト・オブ・ザ・ナイト： アントニオ・ホジェリオ・ノゲイラ
サブミッション・オブ・ザ・ナイト： ジョシュ・コスチェック
各選手にはボーナスとして70,000ドルが支給された。